# Bayındır
Bayındır là một huyện thuộc tỉnh İzmir, Thổ Nhĩ Kỳ. Huyện có diện tích 540 km² và dân số thời điểm năm 2007 là 42152 người, mật độ 78 người/km².